# Kiai
Kiai (気合) är i japanska stridskonster en typ av stridsrop som används i närstrid.
Syftet med ett kiai kan vara att skydda andningssystemet genom att pressa ut luft, spänna bålmusklerna, och att skrämma motståndarna. Kiai kan också användas för att få ut maximal kraft i olika tekniker.
Kiai används även i den japanska kampsporten Kendo, det för att tvinga sig själv att andas och ge mod.